# 拉他那功·马卡米
拉他那功·马卡米（1998年1月7日—），泰国足球运动员，司职中场。現效力於泰超武里南联。

## 荣誉

### 俱乐部
武里南联
- 泰国甲级足球联赛冠军：2017、2018、2021–22
- 泰国足总杯冠军：2021–22
- 泰国联赛杯冠军：2016、2021–22
- 泰国冠军杯冠军：2019

### 国家队
- 东南亚运动会金牌：2017